# Hallur Joensen
Hallur Joensen (1967 i Klaksvík) er en færøsk countrysanger, guitarist og bassist, der på Færøerne er mest kendt indenfor countrygenren, og har bl.a. modtaget Faroese Music Awards i 2014 som årets mandlige sanger i pop/rock kategorien, som også omfatter country. Fra 2016 - 2018 var han bosat i Danmark, hvor han optrådte og udgav nogle singles. I uge 51 - 2016 lå hans sang, SOS fra mig, som Jacob Haugaard har skrevet teksten til, som nummer et på Dansktoplisten.
Han voksede op i Klaksvík, lærte sig at spille guitar i som 9-årig og spillede senere bas med forskellige bands som teenager, mest rock musik, han spillede bl.a. med forskellige færøske bands fra Klaksvík: Heiko, Science Fiction, Blátt, Birds og Vágsheygafrensarnir. Han boede i Esbjerg og Foldingbro sammen med familien i 16 år, fra 1991 til 2007, hvor han også var aktiv som musiker, han var medlem af et western-blues band. Han arbejdede som betonarbejder, medens han boede i Danmark. I 2007 flyttede familien tilbage til Færøerne. Han arbejdede som håndværker, men også som musiker. Det var dog først efter at han flyttede tilbage til hjemlandet, at han debuterede med sit første album, som han optog i Nashville, USA. Hans debutalbum Pickin’ Time In Nashville blev en stor succes på Færøerne og blev den mest solgte CD på Færøerne i 2008. Året efter udgav han Smile og i 2011 udkom Enn stendur hurð mín opin, som var hans første album på færøsk. Flere af sangene blev populære i forskellige radiostationer i Europa og Australien, bl.a. sangen Gyltu ljósakrúnurnar. I starten af juni 2013 udkommer hans fjerde album, hvor han synger sammen med flere kendte amerikanske country sangere, bl.a. Bellamy Brothers (sangen Send me a letter Amanda), Charley Pride og Dawn Sears. Nogle af sangene har Hallur før sunget på færøsk, f.eks. sangen "Um tú hevur tað sum eg", som han sang sammen med Kristina Bærendsen i 2011. I albummet fra 2013 synger han samme sang i engelsk oversættelse sammen med Dawn Sears. Sangen blev oprindelig skrevet af Steintór Rasmussen (medlem af Frændur), oversat til engelsk af Lena Anderssen og Niclas Johannesen. Efter at Hallur var kommet tilbage til Færøerne, efter optagelserne i Nashville, fik Dawn Sears diagnosticeret lungekræft stadie 3B i marts 2013.

## Albums
- 2008 - Pickin’ Time In Nashville[6] - Mest solgte album på Færøerne i 2008. CD'en blev optaget i Nashville.[7]
- 2009 - Smile
- 2011 - Enn stendur hurð mín opin. 13 sangir. 11 af sangene er færøske sange. Jákup Zachariassen har komponeret 10 af disse sange, og en melodi har Jákup Zachariassen og Kristoffer Mørkøre komponeret sammen. To cover-sange er på CD'en. Teksterne er skrevet af Martin Joensen, Niclas Johannesen, Jákup Zachariassen og Steintór Rasmussen.[8]
- 2013 - Hallur with Stars and Legends (indspillet i Nashville med forskellige gæstesangere som f.eks. Bellamy Brothers, Bobby Bare, Jóhanna Guðrún Jónsdóttir, Kris Kristofferson og Charley Pride.
- 2015 - Cozy Cowboy
- 2015 - Lívið er ein lítil løta
- 2020 - Runnin ár

### Single
- 2016 - SOS fra mig. Producer: Jákup Zachariassen. Tekstforfatter: Jacob Haugaard.[9]

## Hæder
- I december 2009 fik han en påskønnelse på 25.000 kr. fra Norðoya Sparikassi[10]
- 2010 - Nomineret til Planet Awards (færøsk musikpris), i kategorien Årets mandlige sanger. (Vandt ikke)
- 2014 - Årets sanger ved Faroese Music Awards 2014 i pop kategorien (Vandt)[11]
- 2015 - Årets bedste sang ved Faroese Music Awards 2015 (Vandt)
- 2020 - Årets publikum pris (Vandt)

## Eksterne links
- Officiel hjemmeside Arkiveret 19. maj 2013 hos  Wayback Machine